# Eli Newberger
Eli H. Newberger (* 26. Dezember 1940 in New York City; † 24. Oktober 2024) war ein US-amerikanischer Kinderarzt, der Experte für Kindesmisshandlung war. Er war auch als Dixieland-Musiker (Tuba, auch Piano, Komposition) bekannt.

## Leben und Wirken
Newberger spielte bereits in der Schulband die Tuba, schließlich mit der Davis Dixie Band, mit der er 1960 in der Ted Mack Original Amateur Hour zu sehen war. Dennoch wollte sein Vater (der sich seiner wirtschaftlichen Probleme während der Great Depression bewusst war), dass er Orgel studierte. Neben dem Orgelstudium absolvierte er die obligatorischen Klavier- und Theoriekurse an der Juilliard School. Er setzte dennoch sein Tubastudium bei dem Tubisten William Bell von den New Yorker Philharmonikern fort. Zudem war er von 1958 bis 1966 Tubist der New Haven Symphony. Nach der High School setzte er seine Theorieausbildung am Yale College fort, belegte aber als zweites Hauptfach Medizinvorbereitung.
Nach Abschluss des Yale College 1962 erwarb Newberger 1966 den Abschluss als Doctor of Medicine. Nach zwei Jahren beim Friedenscorps, die er in Burkina Faso verbrachte, qualifizierte er sich an der Harvard School of Public Health in Epidemiologie. Dann wurde er Mitglied der pädiatrischen Fakultät der Harvard Medical School, wo er von 1976 bis 2016 als Assistenzprofessor für Pädiatrie lehrte. In seiner Forschung engagierte er sich für die Verbesserung des Schutzes und der Förderung von Kindern sowie für die Stärkung der Eltern-Kind-Beziehung. 1991/92 war er der Präsident der American Orthopsychiatic Association. In späteren Jahren galt er landesweit als Experte zum Thema Kindesmisshandlung.
Als Tubist entstanden erste Aufnahmen Newbergers 1960 mit The Tin Rainbow Jazz Band. Ab 1970 war er langjähriges Mitglied der von Tony Pringle geleiteten New Black Eagle Jazz Band (zunächst als Pianist, dann an der Tuba). Unter eigenem Namen nahm er mehrere Alben für das Label Stomp Off auf und wirkte bei Aufnahmen von Bob Pilsbury, Kid Thomas Valentine, Stan McDonald, Bob Pelland und Jimmy Mazzy mit. Mit seiner Band Eli & the Hot Six (der auch der Holzbläser Ted Casher angehörte) war er in Bostoner Dixieland-Szene bekannt. Im Bereich des Jazz war er laut Tom Lord zwischen 1960 und 2013 an 105 Aufnahmesessions beteiligt, zuletzt mit seiner Band Eli & The Hot Six. Des Weiteren verfasste er Beiträge für die Fachzeitschriften Journal of Jazz Studies und Syncopated Times. 2002 wurde er in den Stiftungsrat des Berklee College of Music berufen.

## Schriften (Auswahl)
- (Hrsg.): Child abuse. Boston: Little, Brown, 1982
- (Hrsg.): Unhappy families : clin. and research perspectives on family violence. Littleton, Mass.: PSG Publ. Co., 1985
- The Men They Will Become: The Nature and Nurture of Male Character, Perseus Books 2018; ISBN 0-7382-0363-7

## Diskographische Hinweise
- Jimmy Mazzy & Eli Newberger: Shake It Down (Stomp Off, 1985)
- M ’N’ M Trio: Halfway to Heaven (Stomp Off, 1996), mit Jimmy Mazzy, Joe Muranyi
- Eli Newberger, Jimmy Mazzy, Butch Thompson: The Men They Will Become (Stomp Off, 1999)
- Eli & The Hot Six: Contemporary Classic Jazz Live (CD Baby, 2015)